# Vinca soneri
Vinca soneri är en oleanderväxtart som beskrevs av Mehmet Koyuncu. Vinca soneri ingår i släktet vintergrönor, och familjen oleanderväxter. Inga underarter finns listade i Catalogue of Life.